# الحنكة (مسورة)

تعديل مصدري - تعديل

الحنكة هي إحدى قرى عزلة الطرثور بمديرية مسورة التابعة لمحافظة البيضاء، بلغ تعداد سكانها 71 نسمة حسب تعداد اليمن لعام 2004.